# Тушкування

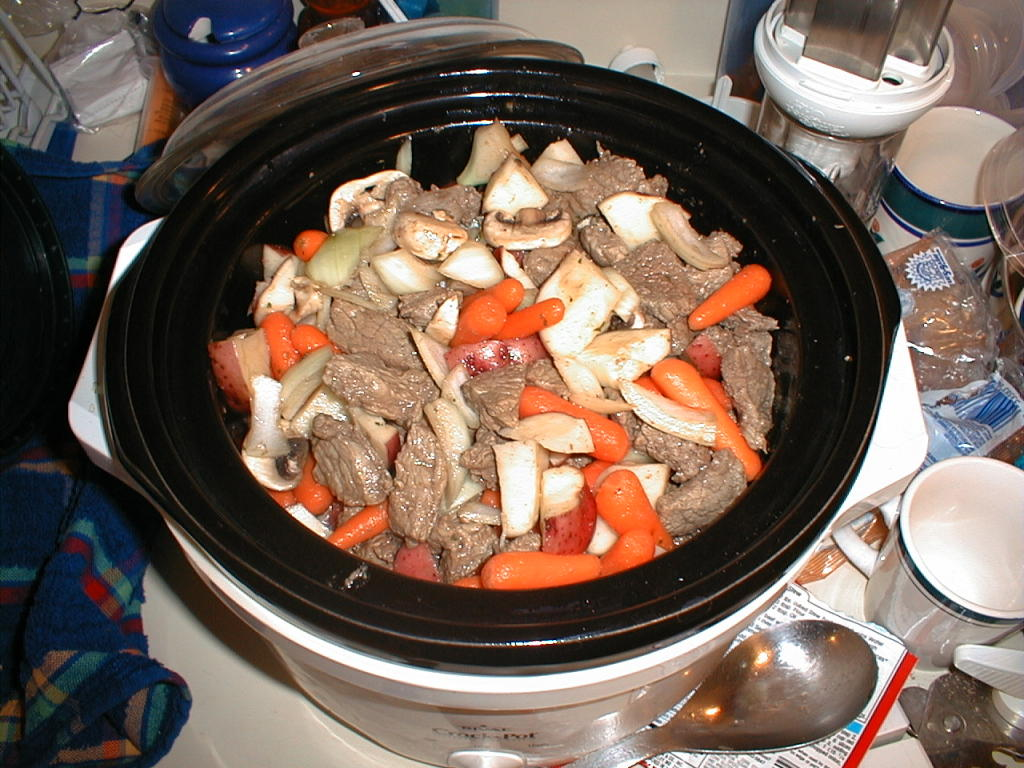
Тушковане м'ясо.

Тушкува́ння — техніка приготування страв у невеликій кількості води, часто з додаванням спецій і кислот; середня між варінням та смаженням.

## Тушкування
Тушкування триває близько сорока хвилин. Тушкують в основному тверді овочі, наприклад, картоплю, а також м'ясо, птицю, рибу.
Для надання особливого смаку і розм'якшення жорстких продуктів їх часто обсмажують, а потім тушкують. Під час обсмажування утворюється рум'яна скоринка, продукти набувають смаженого смаку, але до готовності не доводяться. Обсмажені таким чином продукти потім тушкують з невеликою кількістю соусу й приправ. Унаслідок тушкування багато продуктів, що не розм'якшуються під час смаження, доводяться до готовності. Овочі, що містять велику кількість води (шпинат, кропива, молода морква тощо), тушкують без додавання води.

## Страви, які готуються за допомоги тушкування

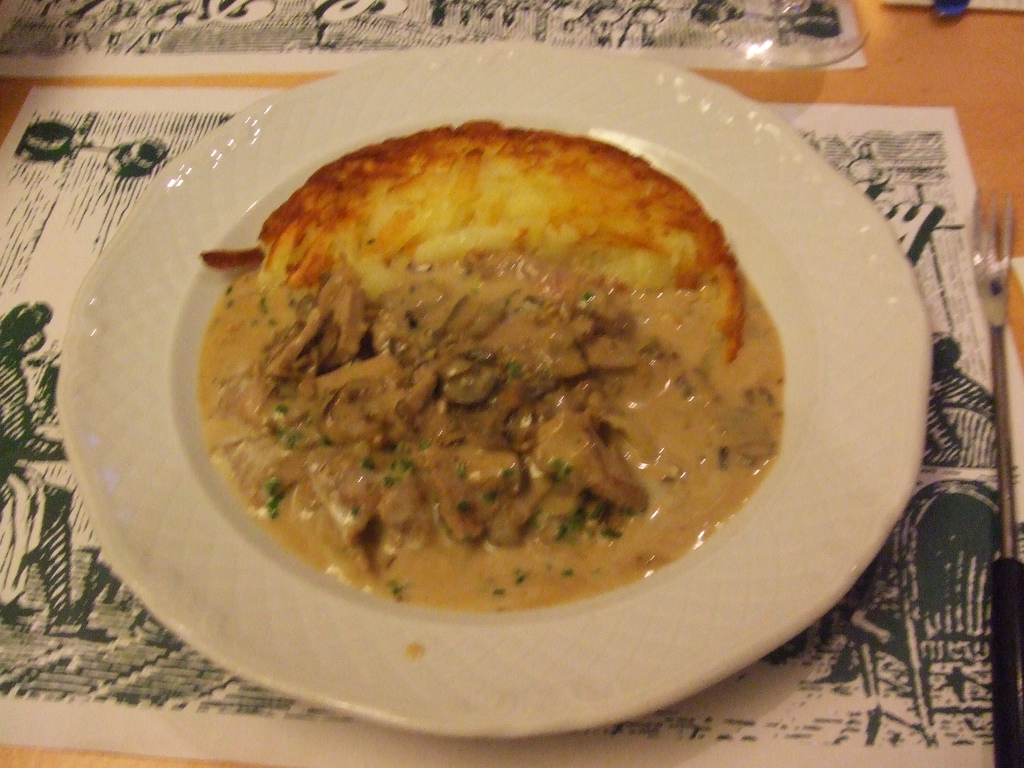
Цюрихське рагу з рьоштьми

- Тушковане м'ясо, прозване в народі тушенина.
- Стью — групи страв з твердих овочів, які готуються в Америці та Англії за допомогою тушкування та соусу.
- Рагу — страва, яка готується з овочів, риби та м'яса.